# Гробница Лигейи
«Гробница Лигейи» (англ. The Tomb of Ligeia) — фильм Роджера Кормана, снятый по мотивам рассказа Эдгара По в 1964 году.

## Сюжет
Англия, 1821 год. На кладбище в руинах средневекового готического аббатства доктор Вэрден Фелл хоронит свою любимую жену Лигейю. При этом существует версия, что женщина не умерла, о чём свидетельствует и надпись на могильном камне — Лигейя смерти не предаёт себя (англ. Ligeia nor lie in death forever). В последний момент на камень запрыгивает чёрный кот.
Во время охоты на лис леди Ровена Тревеньон отстаёт от других охотников и забредает в старое аббатство, где встречает Фелла. Тот производит на неё столь сильное впечатление, что девушка решает выйти за него замуж. При этом она вынуждена отказать своему старому знакомому Кристоферу Гоху, которого находит слишком скучным и прозаичным. Тем не менее Гох остаётся другом семьи.
После свадьбы Верден пытается наладить семейную жизнь, даже пытается продать аббатство, однако до этого новобрачные должны жить там. Перед продажей выясняется, что монастырь был записан на Лигейю, а документы о её смерти отсутствуют. И с самой Ровеной происходят странные вещи — однажды Вэрден проводит сеанс гипноза, во время которого женщина вспоминает события, происходившие с ней в трёхлетнем возрасте. Однако в конце сеанса Ровена говорит фразу, которую некогда произнесла Лигейя. Ночью Ровене снятся кошмары, а проснувшись, она видит у себя на кровати чучело лисы, принадлежавшей бывшей хозяйке аббатства. Также женщина выясняет, что ночью Вэрден не ночует в своей комнате. Всем этим она делится с Кристофером.
Вечером Гох приходит в дом Фелла. Он пытается узнать у старого слуги Кенрика, где находится Лигейя. Не получив внятного ответа, Кристофер решается на эксгумацию тела прежней жены Фелла. Он выясняет, что в могиле не тело Лигейи, а только его восковая копия. Тем временем Ровена, преследуемая чёрным котом, забегает в странные помещения, где она никогда до этого не бывала. Здесь Ровена встречает своего мужа, а также находит на чёрном ложе тело Лигейи. Туда же приходят Кристофер и Кенрик. Слуга рассказывает о гипнотическом заклятии, которое наложила Лигейя перед смертью на мужа.
Ровена решается на отчаянный шаг — она изображает из себя Лигейю с целью снятия заклятия с мужа. Однако это оказывает на Вэрдена странное воздействие — он бросает в огонь тело Лигейи, а затем переносит Ровену на чёрное ложе. Затем Феллу кажется, что он видит свою прежнюю жену, он пытается задушить её, не видя, что это Ровена. Женщину спасает только вмешательство Гоха. На Фелла же бросается кот, который выцарапывает ему глаза. Бредя на ощупь по комнате, Верден опрокидывает в очаг стойку, отчего в комнате начинается пожар. Кот издевательски мяукает, заставляя несчастного искать его среди пожара, пока Фелл, наконец, не ловит проклятое животное. В остервенении он душит кота, который истошно вопит.... В последней сцене Фелл лежит в огне, держа за горло свою прежнюю жену.

## Актёры
- Винсент Прайс — Вэрден Фелл
- Элизабет Шеперд — леди Ровена Тревэньон
- Джон Уэстбрук — Кристофер Гох, адвокат
- Дерек Френсис — лорд Тревэньон
- Оливер Джонстон — дворецкий Кенрик
- Ричард Вернон — доктор Вивиен
- Фрэнк Торнтон — Пеперел
- Рональд Адам — служитель на кладбище
- Денис Гилмор — мальчик-прислуга
- Пенелопа Ли — девушка-прислуга

## Оценка
Фильм включен Стивеном Кингом в список наиболее значимых произведений жанра с 1950 по 1980 год.